# Битва за Окинаву
Би́тва за Окина́ву или Операция «Айсберг» — операция по захвату японского острова Окинава войсками США при поддержке американского и британского флота. Битва стала предпоследней операцией по высадке морского десанта на тихоокеанским театре военных действий и в то же время последним перед советско-японской войной значительным сражением Второй мировой войны в Азии. Бои шли 82 дня и окончились лишь 23 июня 1945 года.
В английском языке битва получила название «Стальной тайфун», в японском — «Тэцу-но амэ» (яп. 鉄の雨, «Стальной дождь»). Причиной таких названий явилась тяжесть боёв, интенсивность артиллерийских обстрелов и внушительное количество союзнических кораблей и бронетехники, штурмовавших остров. Сражение является одним из самых кровопролитных за всё время войны на Тихоокеанском фронте: японцы потеряли более 100 тыс. солдат; союзники потеряли более 12 тыс. человек убитыми (в основном, солдаты США) и более 38 тыс. ранеными. Сотни тысяч мирных граждан были убиты, ранены или попытались покончить жизнь самоубийством. Около трети гражданского населения погибло в результате вторжения.
Основной целью операции был захват большого острова, находящегося всего в 544 км от основной территории Японии. После длительной кампании по последовательному захвату стратегически важных тихоокеанских островов (англ. island hopping), союзники стали приближаться к Японии. Окинава должна была послужить плацдармом для планируемого вторжения на основные острова японского архипелага. Хотя на Окинаве была спешно построена база для воздушных операций против основной японской территории, атомные бомбардировки Хиросимы и Нагасаки, а также неожиданное для японцев вторжение СССР в Маньчжурию, привели к капитуляции Японии всего через несколько недель после окончания боёв на острове. Ввиду этого планируемое вторжение союзников в Японию так и не было осуществлено.

## Силы сторон
Сухопутные войска США, задействованные в операции, состояли из 10-й армии под командованием генерала Саймона Боливара Бакнера-младшего. Под командованием армии находились два корпуса: 3-й корпус, под командованием генерал-майора Роя Гайгера, состоял из 1-й и 6-й дивизий морской пехоты, а в 24-й корпус генерал-майора Джона Ходжа входили 7-я и 96-я пехотные дивизии. 2-я дивизия морской пехоты США оставалась в резерве, на море, в постоянной готовности. Её так и не пришлось пустить в бой. Кроме того, под командованием 10-й армии находились 27-я и 77-я пехотные дивизии. Всего под командованием 10-й армии было 102 тыс. солдат армии США, 88 тыс. солдат Корпуса морской пехоты и 18 тыс. человек из состава ВМФ США.
Ожидалось, что американцы высадят от шести до десяти дивизий против японского гарнизона, состоящего из двух с половиной дивизий. Штаб также подсчитал, что превосходное качество и большое количество оружия даст каждой американской дивизии шестикратное преимущество в огневой мощи над каждой японской дивизией. Это огневое превосходство еще более усиливалось мощной поддержкой американского флота и ВВС США.
Большинство истребителей и небольших пикирующих бомбардировщиков базировались на американских авианосцах. Начиная со сражения в заливе Лейте, японцы стали использовать тактику пилотов-камикадзе, но впервые они стали главным средством обороны. В промежутке между высадкой американцев, состоявшейся 1 апреля, и 25 мая японскими камикадзе было произведено семь основных атак, в которых участвовало более 1500 самолётов. Союзный флот у берегов Окинавы состоял из 1600 кораблей. Среди них 39 авианосцев (11 тяжёлых, 6 лёгких и 22 эскортных), 18 линкоров, 27 крейсеров и 177 эсминцев. В этой операции флот США понёс самые большие потери — больше, чем во всех других сражениях Второй мировой войны.
Несмотря на то, что сухопутные войска союзников у побережья Окинавы состояли целиком из американских соединений, Тихоокеанский флот Великобритании предоставил американцам более четверти всей морской авиации, использовавшейся союзниками в операции (450 самолётов). Силы ВМФ Великобритании у берегов Окинавы состояли из множества кораблей, включая 50 военных кораблей, из которых 17 были авианосцами. Из-за особенности конструкции и усиленного бронирования нижней палубы, британские авианосцы могли перевозить меньшее количество самолётов, однако, такие суда были более стойкие к атакам камикадзе, чем их американские аналоги. Хотя все авианосцы были предоставлены британским флотом, сопровождающие их корабли (и их экипажи) принадлежали не только Королевскому ВМФ, но и канадскому, новозеландскому и австралийскому флотам. В задачу этих кораблей входила нейтрализация японских аэродромов на островах Сакисима, а также оборона авианосцев от атак камикадзе.

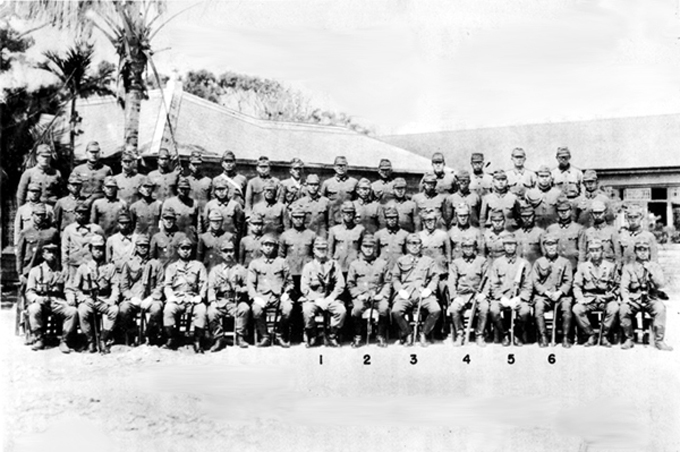
Командный состав 32-й японской армии. Февраль 1945 года

Силы японцев (в основном, оборонительные) были представлены регулярной 32-й армией, состоящей из 67 тыс. (по другим данным — 77 тыс.) солдат, а также из 9 тыс. моряков императорского морского флота, находившихся на военно-морской базе Ороку (только несколько сотен из них были обучены и снаряжены для войны на суше). Кроме того, в помощь армии было определено 39 тыс. человек местных жителей (среди них — 24 тыс. спешно призванного местного ополчения — «Боэйтай» и 15 тыс. рабочих, не носивших никакой униформы). Дополнительно 1,5 тыс. школьников были организованы для помощи сражающимся в так называемые добровольные соединения «Железо и кровь» и около 600 школьниц-старшеклассниц были собраны в санитарную часть, под названием «Химэюри».
Изначально, 32-я армия состояла из 9-й, 24-й и 62-й дивизий и отдельной 44-й смешанной бригады, однако, из-за изменения японским командованием планов обороны, 9-я дивизия была переправлена на Тайвань перед союзным вторжением. Основные оборонительные силы находились на юге острова под командованием генерал-лейтенанта Мицуру Усидзимы, его начальника штаба, генерал-лейтенанта Исаму Тё и начальника оперативного отдела, полковника Хиромити Яхары. Яхара был сторонником оборонительной стратегии, Тё предпочитал стратегию наступательную. На севере острова обороной командовал полковник Такэхидо Удо. Флотским персоналом командовал контр-адмирал Минору Ота.

## Бои на море

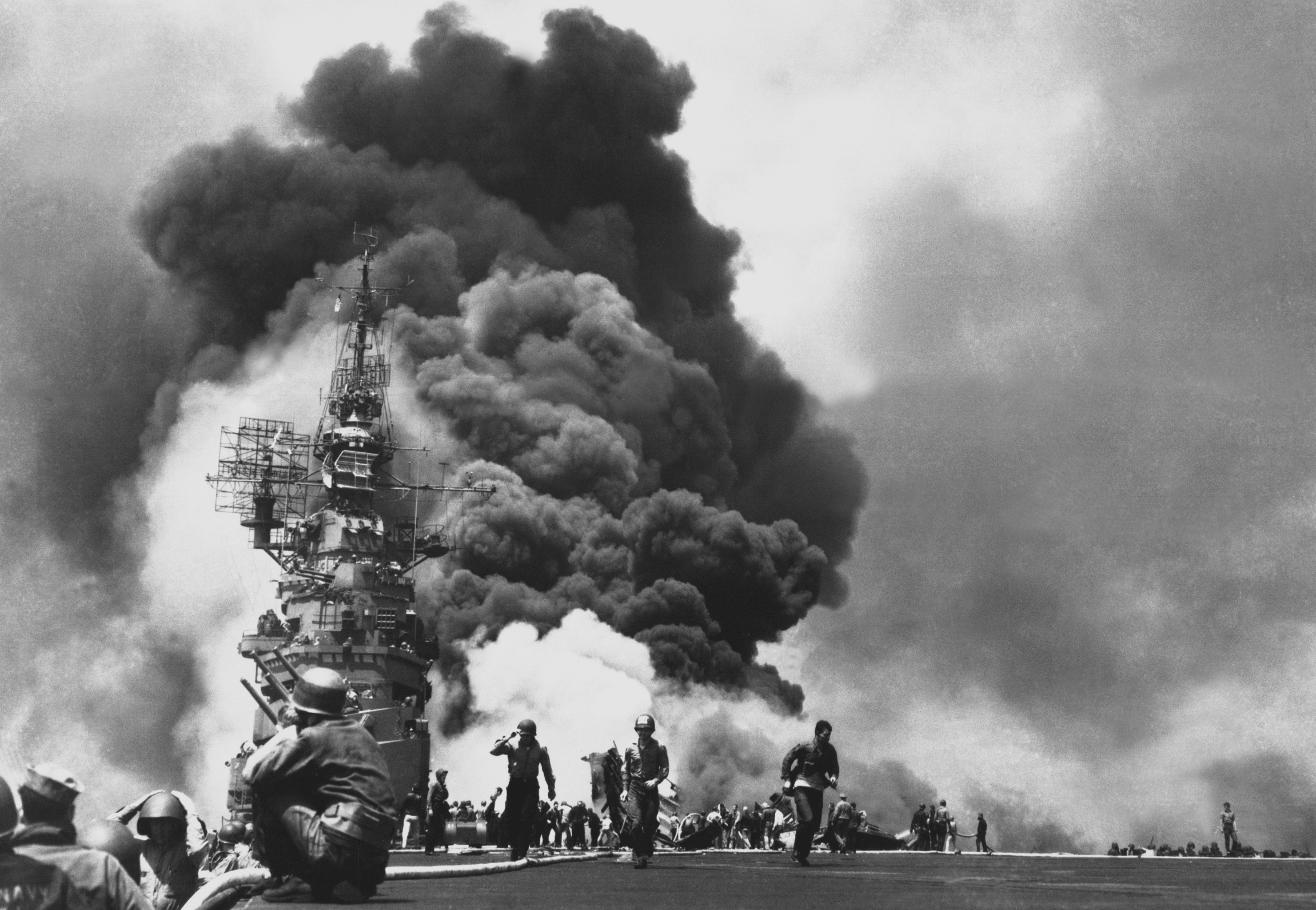
Пожар на авианосце «Банкер Хилл» после двух атак камикадзе, последовавших с интервалом в 30 сек.

Британскому Тихоокеанскому флоту был дан приказ нейтрализовать японские аэродромы на островах Сакисима. 26 марта флот приступил к выполнению приказа и на 10 апреля успешно его выполнил. 10 апреля внимание флота было переключено на аэродромы на севере Тайваня. 23 апреля флот отошёл в залив Сан-Педро у берегов Филиппин. Хотя для американского флота такая длительность плавания была в порядке вещей, для английской флотилии такого размера это плавание оказалось самым продолжительным.
1 мая Тихоокеанский флот вернулся к выполнению военных задач, направленных, как и ранее, на подавление вражеских аэродромов — на этот раз как силами авиации, так и силами корабельной артиллерии. Несколько атак камикадзе нанесли серьёзные повреждения кораблям, но так как полётные палубы британских авианосцев были бронированы, японские атаки не нанесли им большого вреда — они лишь ненадолго прервали выполнение миссии.
За время трёхмесячной битвы японские пилоты-камикадзе совершили 1900 вылетов и потопили десятки кораблей союзников, убив при этом около 5 тыс. американских моряков, ценой потери 1465 самолётов (еще 2,2 тыс. японских и 763 американских самолёта были потеряны уже во время боёв на суше). Потопленные корабли были в большинстве своём небольшими судами — в основном сопровождающими эсминцами, радарными лодками и десантными кораблями. Хотя не было потеряно ни одного большого военного корабля, многие авианосцы были серьёзно повреждены. Японцами также использовались смертники, атакующие союзные суда на небольших моторных лодках, начинённых взрывчаткой.
Ввиду того, что кампания растянулась и бои постоянно велись при столь удручающих обстоятельствах, адмиралу Честеру Нимицу пришлось пойти на беспрецедентный шаг: он отозвал основных флотских командиров (заменив их другими командирами) из зоны боёв, чтобы дать им некоторый отдых. Так как на флоте США той эпохи номер флота менялся вместе со сменой командования (точнее, номер флота был присвоен флотскому штабу под управлением того или иного командующего, а корабли передавались под управление этого штаба в соответствии с текущими оперативными планами), то американские морские силы на Окинаве, в начале кампании именовавшиеся 5-м флотом ВМС США под командованием адмирала Реймонда Спрюэнса, закончили кампанию как 3-й флот ВМС США под командованием адмирала Уильяма Холси.

### Операция «Тэн-Го»

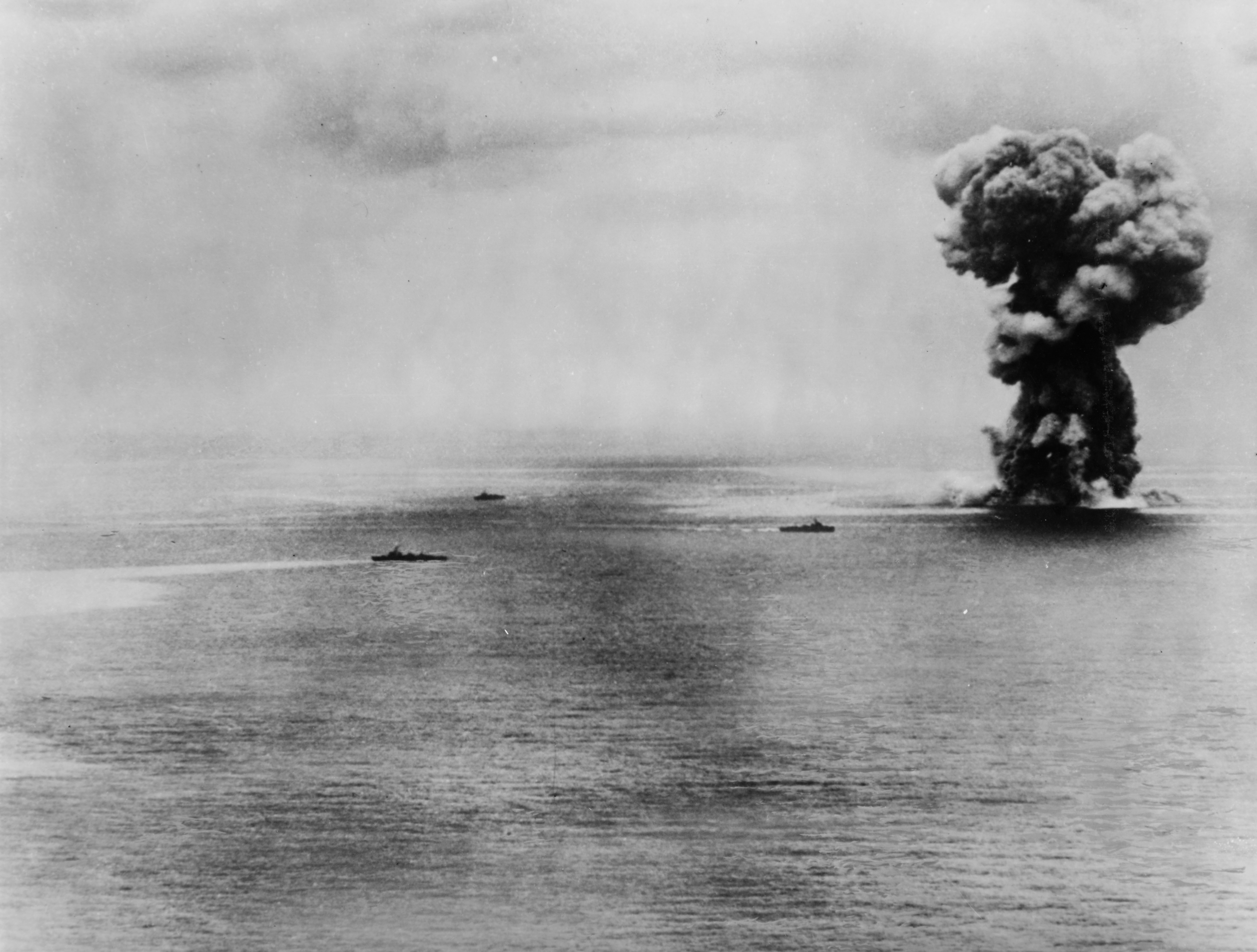
Линкор «Ямато» взрывается от повреждений, нанесённых ему налётами авиации США.

Операция «Тэн-Го» явилась самоубийственной попыткой морской атаки, предпринятой эскадрой японских военных кораблей, возглавляемых линкором «Ямато». Командовал эскадрой адмирал Сэйити Ито. Эскадра была послана для того, чтобы прорваться через корабли союзников, находящиеся у острова, остановиться у берега и поддерживать своим артиллерийским огнём защитников Окинавы. Морские орудия должны были сыграть роль обычной артиллерии, а экипажи кораблей — роль морской пехоты. «Ямато» и другие корабли эскадры были замечены подводными лодками союзников вскоре после того, как эскадра покинула японские территориальные воды. Практически сразу же американская палубная авиация начала бомбить неприятеля.
Атакованный более чем тремя сотнями самолётов в течение двух часов, самый большой линкор в мире затонул 7 апреля 1945 года, задолго до подхода к Окинаве. Экипажам бомбардировщиков был дан инструктаж: стараться бомбить одно и то же место на корабле, чтобы исключить возможность быстрой локализации повреждений корабельной командой. Лётчикам также советовалось бомбить нос или корму корабля, так как там обычно самая слабая броневая защита.
В том бою кроме «Ямато» японская эскадра потеряла также лёгкий крейсер «Яхаги» и четыре из восьми лёгких эсминцев. Всего Императорский флот Японии потерял в бою около 3700 моряков, включая адмирала Ито, в то время как потери американцев составили всего 10 самолётов и 12 человек лётного состава.

## Бои на суше

Карта высадки американских войск на Окинаве

Битва на суше разворачивалась на протяжении 87 дней, начиная с 1 апреля 1945 года.
Первыми высадившимися американцами были солдаты 77-й пехотной дивизии: 26 марта они высадились на островах Керама, в 24 км к западу от Окинавы. За последующие пять дней острова были захвачены и находились под полным контролем американцев. За время захвата погиб 31 и был ранен 81 американский солдат, в то время как японцы потеряли убитыми и взятыми в плен более 650 солдат. В результате этой операции флот получил защищённое место стоянки, также была устранена угроза нападения смертников на моторных лодках.
31 марта морские пехотинцы из диверсионного батальона Корпуса морской пехоты США высадились, не встретив особого сопротивления, на Кэйсэ Сима — группе из четырёх маленьких островков в 13 км к западу от столицы Окинавы, города Наха. Для поддержки других высаживающихся войск на захваченных островах были установлены батареи 155-мм артиллерийских орудий «Лонг Том».

### Северная Окинава

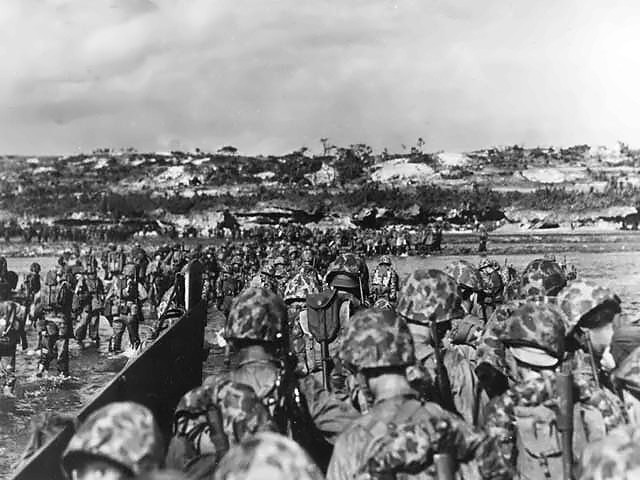
Высадка подкреплений: американские войска высаживаются на острове

Основная высадка войск 24-го и 3-го корпусов была произведена на пляжах Хагуси на западном побережье Окинавы 1 апреля. 2-я дивизия морской пехоты произвела в качестве обманного манёвра видимость высадки на пляже Минатога на юго-восточном побережье. Американцы хотели также затянуть отток японских резервов из той части острова.
В южной части острова, ближе к его центру, 10-я армия прошла, по военным стандартам того времени, достаточно легко; были захвачены аэродромы Кадэна и Ёмитан. В свете слабого сопротивления японцев, генерал Бакнер решил поскорее осуществить вторую часть своего плана — захват северной Окинавы. 6-я дивизия морской пехоты направилась на север по перешейку Исикава. Местность была гористая и лесистая, японская оборона была сосредоточена в районе Яэ-Такэ — труднопроходимом районе полуострова Мотобу со скалистыми кряжами и ущельями. После развернувшихся там тяжёлых боёв, полуостров был очищен от неприятеля к 18 апреля.
Тем временем, 16 апреля 77-я пехотная дивизия начала штурм Иэдзимы, маленького острова к западу от полуострова. Для штурмующих солдат, в дополнение к обычным военным угрозам, угрозу представляли также самоубийцы со взрывчаткой. Начались тяжёлые бои. 21 апреля сопротивление было подавлено, и остров стал ещё одной авиабазой для операций против Японии.

### Южная Окинава

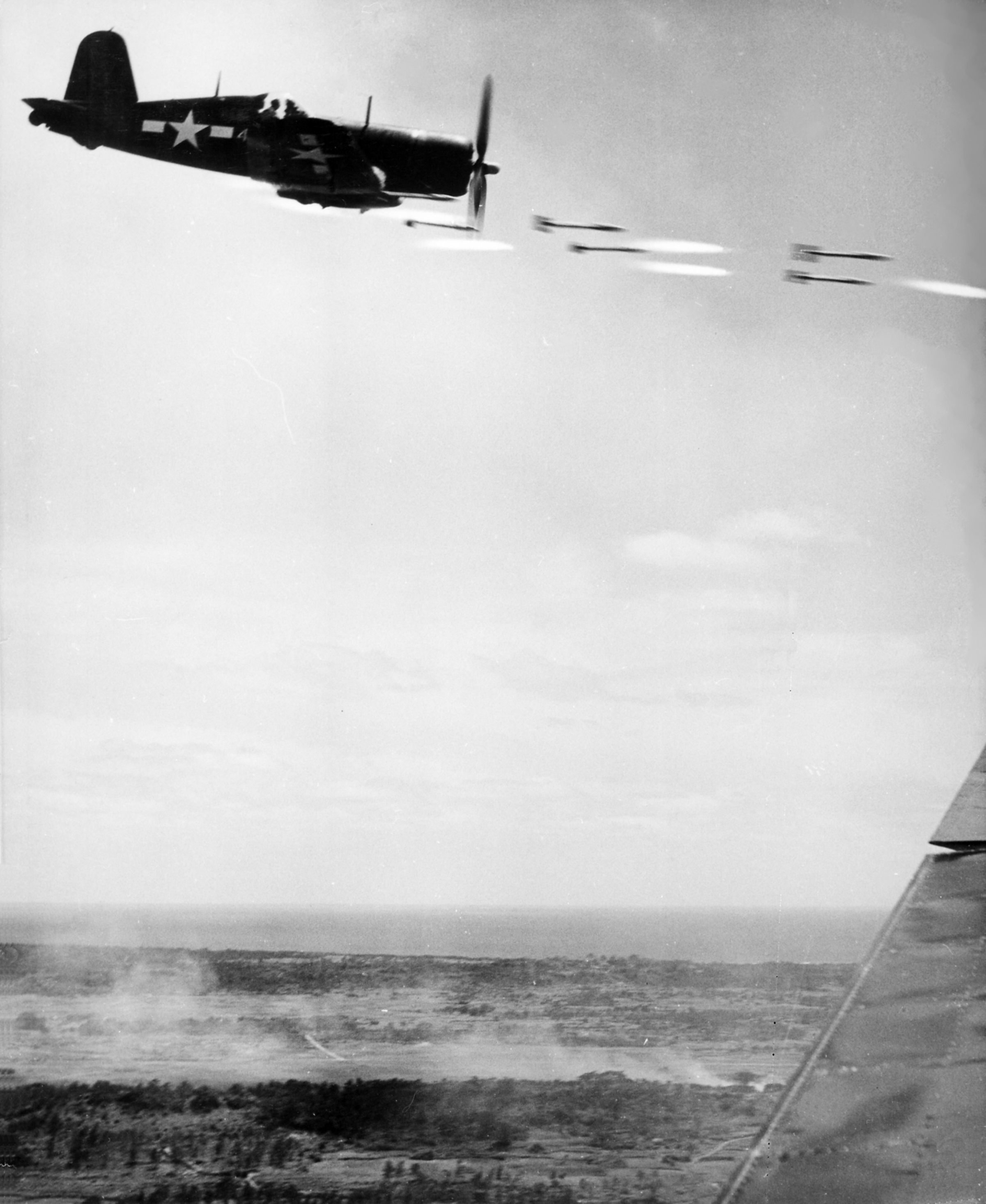
F4U «Корсар» поддерживает американские войска на острове ракетным огнём по позициям противника.

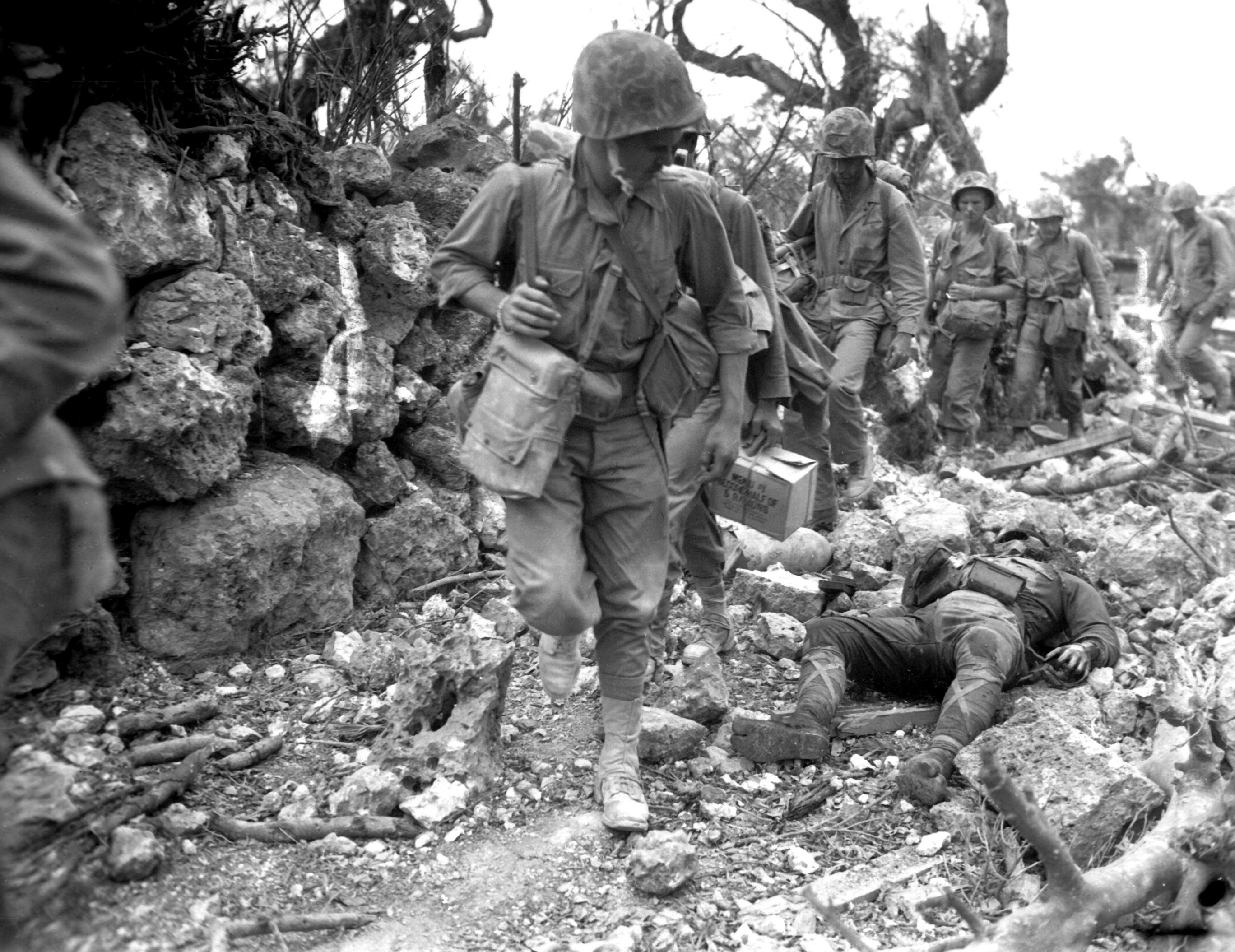
Морские пехотинцы проходят мимо тела японского солдата в маленькой разрушенной деревне.

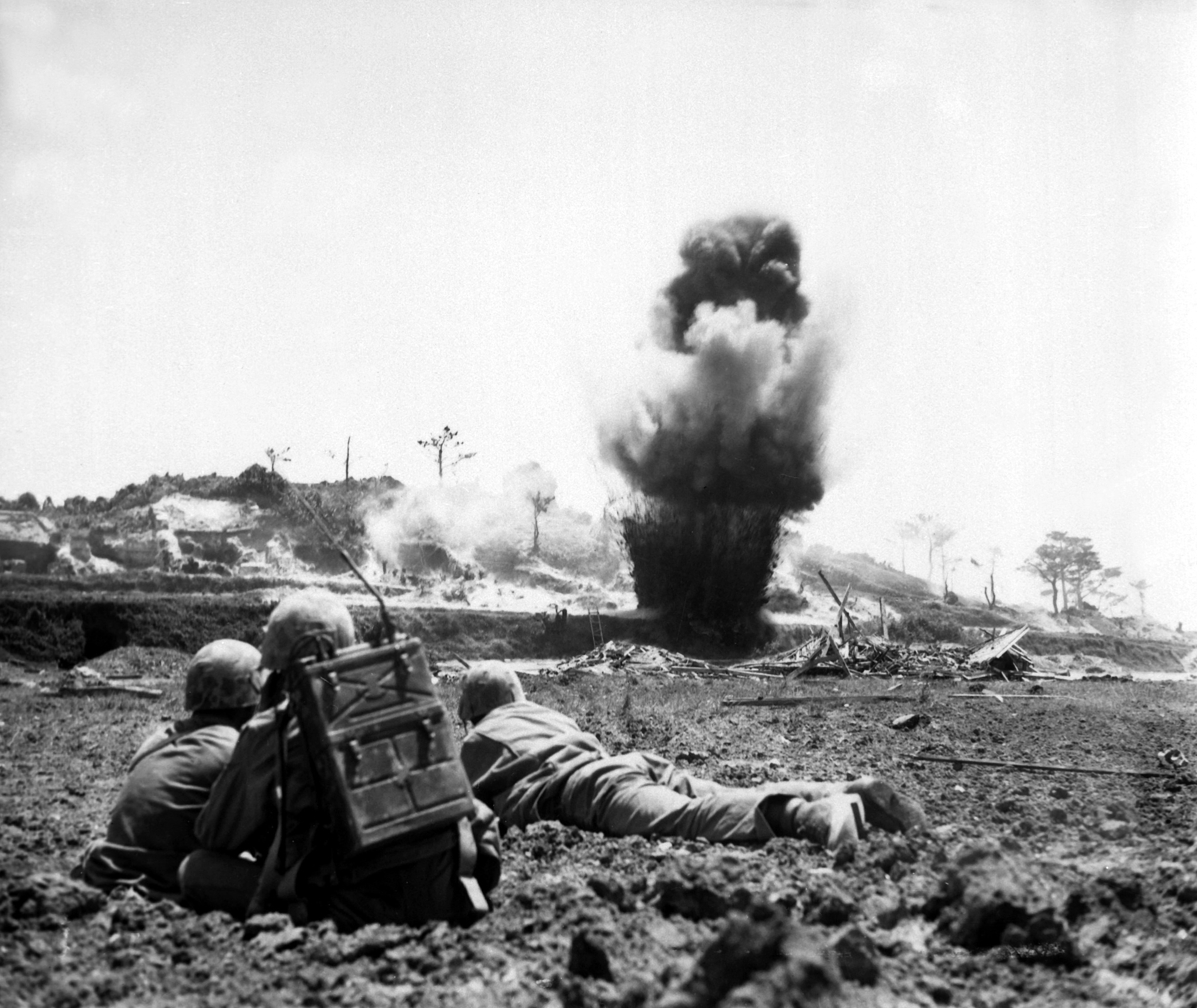
Команда подрывников из состава морской пехоты взрывает японское подземное укрепление.

В то время как морские пехотинцы зачищали северную часть острова, войска 24-го корпуса шли на юг. Примерно в 8 км к северо-западу от Сюри, вдоль «Кактусового хребта», 7-я и 96-я пехотные дивизии встретили ожесточённое сопротивление со стороны японских войск, удерживающих укреплённые на возвышенности позиции. К ночи 8 апреля 24-й корпус очистил от врага эти и несколько других сильно укреплённых позиций. Американцы потеряли более 1500 человек, около 4500 японцев было убито и захвачено в плен. Между тем, битва была ещё только в самом начале — американцы поняли, что до сих пор они захватили только несколько позиций на подступах к оборонительной «линии Сюри».
Следующей задачей для американских войск стал захват хребта Какадзу — двух холмов, соединённых перевалом. Эти холмы являлись частью внешних укреплений «линии Сюри». Японцы тщательно подготовились к обороне и стойко сражались — бои были тяжёлыми. Солдаты Императорской армии прятались в укреплённых пещерах, где имелись пулемёты и запасы взрывчатки, поэтому американцы потеряли много людей, зачищая все эти укрытия. Японцы посылали гражданских жителей острова, находящихся на позициях, наружу, чтобы обеспечивать солдат водой и прочими припасами. Такая практика привела к многочисленным жертвам среди мирного населения Окинавы. В боях обе сражающиеся стороны понесли большие потери, а продвижение американцев через хребет Какадзу приостановилось.
Так как американская атака на хребет Какадзу остановилась, генерал Усидзима, под влиянием генерала Тё, решил повести войска в контрнаступление: вечером 12 апреля 32-я армия атаковала позиции американцев по всему фронту. Атака была тяжёлой, длительной и хорошо организованной. После ожесточённого ближнего боя японцы отступили, для того, чтобы возобновить атаку следующей ночью. Последняя атака, проведённая 14 апреля, также была отражена. В штабе 32-й армии пришли к выводу, что хотя американские войска и были чувствительны к ночным атакам, огневая мощь американцев делала любую наступательную концентрацию японских сил чрезвычайно уязвимой, поэтому японцы пересмотрели свою оборонную стратегию.
27-я пехотная дивизия, высадившаяся 9 апреля, заняла позиции на правом фланге, вдоль западного берега Окинавы. У генерала Ходжа теперь была цепь из трёх дивизий: 96-я посредине, 27-я на правом фланге и 7-я — на левом. Каждая дивизия удерживала участок длиной примерно в 2,5 км.

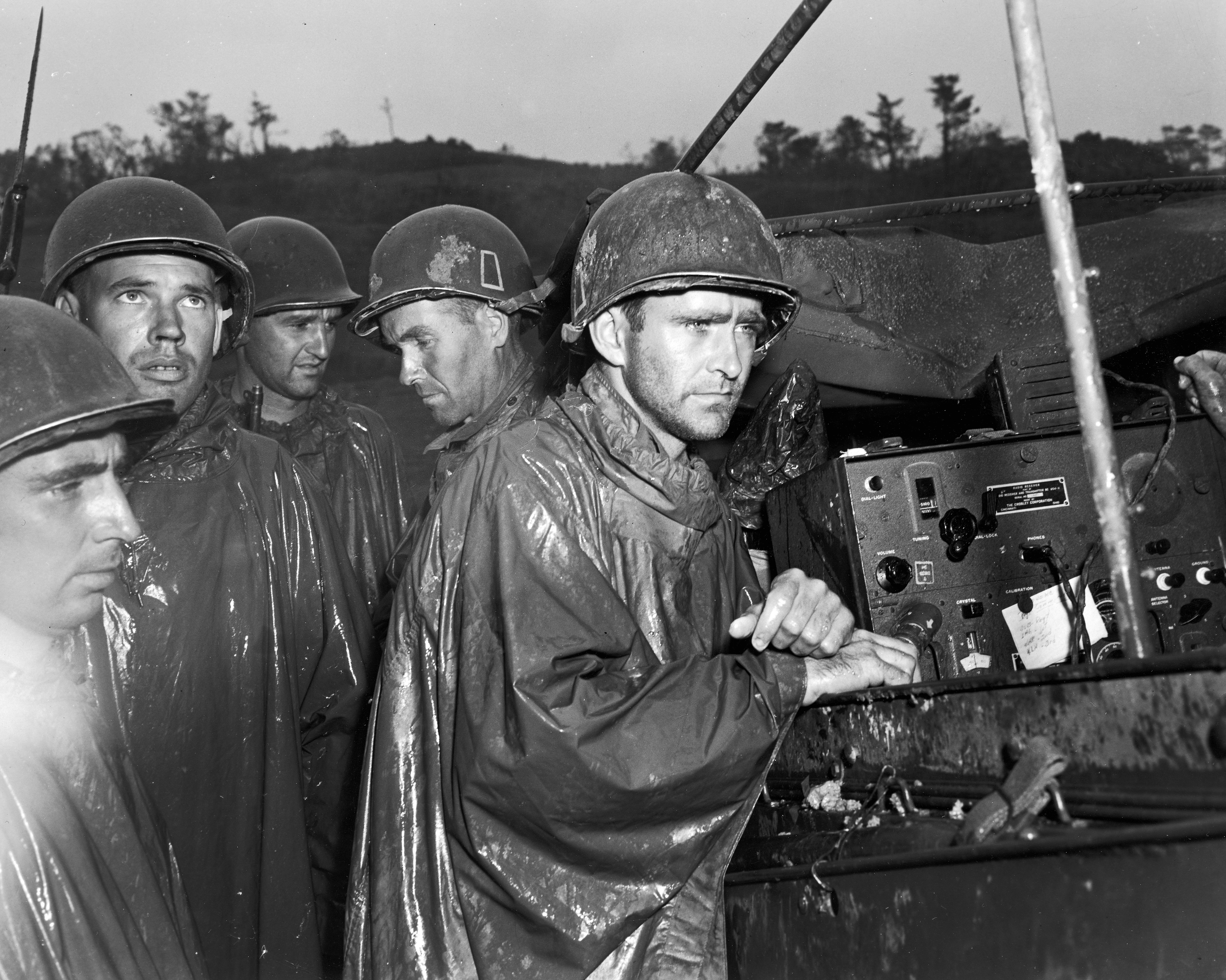
Солдаты 77-й пехотной дивизии слушают сообщение об окончании войны в Европе. 8 мая 1945 года

19 апреля Ходж, используя 324 орудия, открыл новое наступление мощной артиллерийской подготовкой, самой масштабной из всех имевших место на тихоокеанском театре военных действий. Линкоры, крейсеры и эсминцы присоединились к бомбардировке. 650 самолётов из состава авиации флота и морской пехоты атаковали позиции японцев, применяя напалм, ракеты, бомбы и тяжёлые пулемёты. Однако японские укрепления находились на обратных склонах холмов, где обороняющиеся смогли переждать артиллерийские и воздушные атаки в относительной безопасности. Более того, выбранные японцами позиции позволяли им вести регулярный миномётный обстрел американцев, наступающих по переднему склону холма.
Танковая атака на хребет Какадзу, организованная без значительной пехотной поддержки, в надежде на прорыв, захлебнулась — было потеряно 22 танка. Хотя огнемётные танки действительно очистили от врага многие пещерные укрепления, прорыв не был обеспечен. 24-й корпус потерял убитыми, ранеными и пропавшими без вести 720 человек. Потери могли бы быть бо́льшими, если бы пехотные резервы японцев не были оттянуты к югу от места сражения. Резервы держались там из-за обманного маневра на побережье Минатога, произведённого 2-й дивизией морской пехоты.
К концу апреля 1-я дивизия морской пехоты сменила на позициях 27-ю пехотную дивизию, а 77-я пехотная дивизия сменила 7-ю. Когда прибыла 6-я дивизия морской пехоты, 10-я армия приняла контроль над ходом сражения.
4 мая 32-я японская армия снова пошла в контратаку. На этот раз Усидзима попытался атаковать побережья высадки американцев, находившиеся за боевыми порядками уже высадившихся войск. Для поддержки наступления японцам пришлось выдвинуть артиллерию на открытые позиции — это позволило им совершить около 13 тыс. выстрелов. Однако американцы, открыв контрбатарейную стрельбу, уничтожили 19 орудий, а в последующие два дня — ещё 40. Японская контратака полностью провалилась.
Генерал Бакнер начал новую американскую атаку 11 мая. Последовали десять дней ожесточённого сражения. 13 мая солдаты 96-й пехотной дивизии и 763-го танкового батальона захватили холм «Конический». Это укрепление, возвышающееся над прибрежной равниной Ёнабару на 145 м, являлось восточной опорой основной японской обороны, 1 тыс. человек защищали его. В то же время на противоположном берегу солдаты 6-й дивизии морской пехоты боролись за контроль над холмом «Сахарная Голова». Захват этих двух ключевых позиций оголял позиции японцев на линии Сюри с двух сторон. Бакнер надеялся окружить Сюри и поймать таким образом обороняющихся японцев в ловушку.

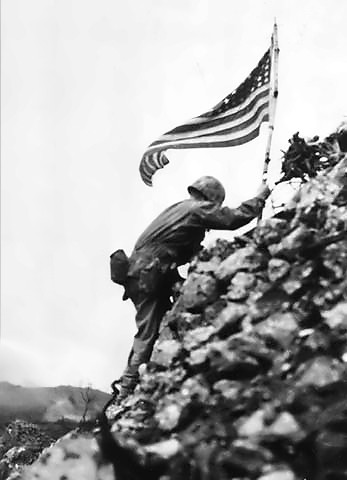
Подполковник Ричард П. Росс, командир 1-го батальона 1-го полка 1-й дивизии морской пехоты несмотря на снайперский огонь водружает американский флаг на парапет замка Сюри. 30 мая

К концу мая начались муссонные дожди. Склоны холмов и дороги, превратившиеся в болото, серьёзно осложнили тактическое положение войск и затруднили оказание медицинской помощи солдатам. Ситуация с продвижением войск по суше стала напоминать бои Первой мировой войны, когда солдаты так же воевали в грязи, а затопленные дороги мешали эвакуации раненых в тыл. Войска мокли под дождями, солдаты воевали в условиях, частично напоминавших мусорную свалку, а частично — кладбище. Непохороненные трупы убитых японцев разлагались, тонули в грязи, распространяли зловоние.
29 мая генерал-майор Педро дель Валле, командующий 1-й дивизией морской пехоты, приказал роте «А» 1-го батальона 5-го полка захватить замок Сюри. Захват замка означал бы нанесение серьёзного стратегического и психологического удара по обороняющимся японцам и явился бы значительным этапом в захвате острова. Однако замок находился вне зоны действия, отведённой 1-й дивизии, и только титанические усилия командующего 77-й пехотной дивизии и её штаба предотвратили гибель морских пехотинцев от бомбовых ударов американской авиации и артиллерии.
На 4 июня от 32-й армии осталось только около 30  тыс. плохо вооружённых солдат (большая часть их тяжёлого и даже личного оружия была потеряна при отступлении). Кроме того, на укреплённой морской базе на полуострове Ороку были заперты 9 тыс. человек личного состава императорского флота, поддерживаемых 1,1 тыс. бойцов ополчения.
Окинава пала 21 июня 1945 года, однако некоторые японцы всё ещё продолжали вооружённое сопротивление. В их числе был и Масахидэ Ота — будущий губернатор префектуры Окинава.
22 июня, в завершающие часы битвы, генералы Усидзима и Тё совершили ритуальное самоубийство в своём штабе на высоте 89. Перед этим полковник Яхара спросил у Усидзимы разрешения на самоубийство, но генерал отказал ему, сказав: «Если ты умрёшь, то не останется никого, кто знал бы правду о битве на Окинаве. Потерпи временный стыд, но вынеси это. Это приказ твоего командира». Яхара оказался самым старшим по званию офицером, выжившим в боях на острове; позже он написал книгу, которую назвал «Битва за Окинаву».
То ли преднамеренно, то ли из-за так называемого «Тумана войны», Бакнер не заметил, что японцы отступили на вторую линию обороны, на полуострове Киян. В конечном счёте, на заключительных этапах битвы это привело к жестокой резне на острове, в результате которой погибли также тысячи мирных жителей Окинавы.

## Потери

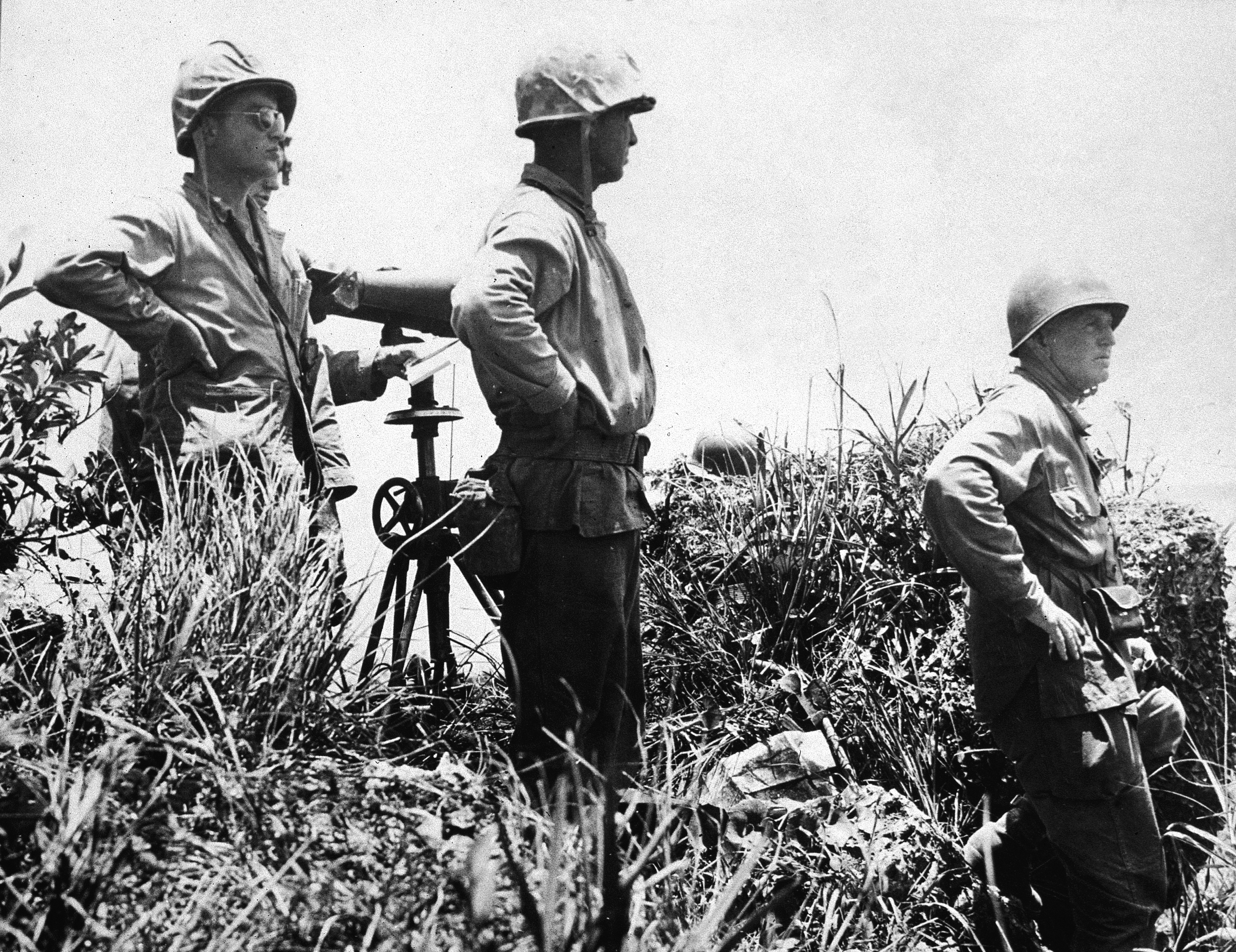
Последняя фотография генерала Саймона Бакнера-младшего.

Военные потери американцев в битве составили 48 025 человек убитыми, ранеными и пропавшими без вести, из них около 12 тыс. погибших или пропавших без вести — примерно в два раза больше, чем количество потерь в сражениях на Иводзиме и Гуадалканале, вместе взятых. Некоторые авторы утверждают, что США потеряли на Окинаве 20 тысяч солдат убитыми.  Это делает битву на Окинаве самым кровопролитным для американцев сражением на всём тихоокеанском театре военных действий и вторым по количеству жертв во всей войне, уступая по количеству жертв лишь Арденнской операции. Несколько тысяч военнослужащих, скончавшихся от ран и других причин через несколько дней после завершения битвы, не были включены в статистику. Одной из самых известных жертв сражения стал военный корреспондент Эрни Пайл, погибший от пулемётного огня на острове Иэдзима.
В боях за Окинаву 48 % солдат было контужено, около 14 тыс. были демобилизованы из-за нервных срывов. Количество военнослужащих флота США, погибших в сражении, превысило количество раненых и составило 4907 человек. 4874 человека было ранено. Большинство жертв и пострадавших составили жертвы атак камикадзе.
Решение генерала Бакнера о лобовой атаке японских укреплений, хотя и стоило множества солдатских жизней, в конечном счёте оказалось удачным. За четыре дня до конца всей операции сам Бакнер погиб от артиллерийского огня, во время посещения своих войск на передовой. На следующий день ещё один генерал, бригадный генерал Клаудиус М. Исли, был убит пулемётным огнём.
За все дни боёв было повреждено 368 кораблей союзников (включая и десантные средства), ещё 36 (включая 15 десантных кораблей и 12 эсминцев) было потоплено. У японцев было потоплено 16 кораблей, включая огромный линкор «Ямато». В боях на самом острове американцами было потеряно 225 танков и множество гусеничных машин LVT(A)5. Японцы потеряли 27 танков и 743 артиллерийских орудия (включая миномёты, противотанковые пушки и орудия противовоздушной обороны), большая часть техники была уничтожена союзным огнём с моря и воздушными бомбардировками.

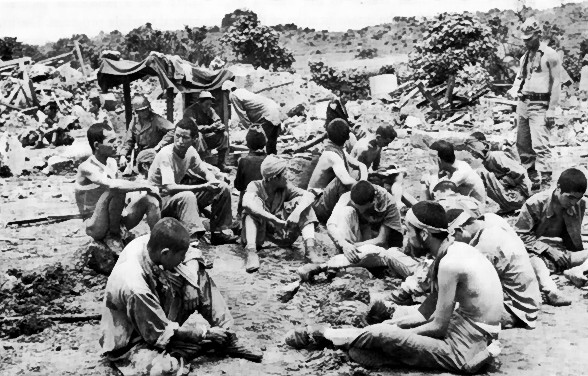
Японские солдаты, которые предпочли плен самоубийству, ждут допроса.

Потери японской стороны составили порядка 107 тыс. человек военнослужащих убитыми, 7400 человек попали в плен. Некоторые солдаты совершили сэппуку или просто взорвали себя гранатой. Кроме того, около 20 тыс. человек были сожжены американскими огнемётами в своих укреплениях в пещерах.
Впервые за всю войну японские военнослужащие начали сдаваться в плен тысячами. Многие из них были коренными жителями Окинавы, спешно призванными в армию перед битвой. Эти жители были в гораздо меньшей мере пронизаны духом японской военной доктрины, призывающей не сдаваться ни в коем случае (до 1879 года Окинава была главным островом суверенного государства Рюкю, жители которого рюкюсцы не считали себя японцами и говорили на своём языке, близком к японскому).
Когда американские войска оккупировали остров, многие японцы, чтобы избежать плена, переоделись в гражданские одежды коренных жителей. Окинавцы предложили американцам простой, но эффективный метод для выявления скрывающихся японцев: из-за большой разницы между японским и окинавским языками, японцы не понимали, когда к ним обращались на последнем. Окинавцы в присутствии американцев стали давать жителям населённых пунктов простые указания на своём языке. Тех, кто не понимал указаний на окинавском языке, считали прячущимися от плена японцами.

## Потери среди гражданских лиц

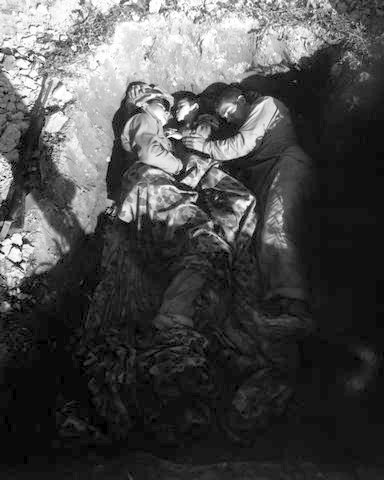
Двое американских морских пехотинцев в окопе вместе с осиротевшим ребёнком.

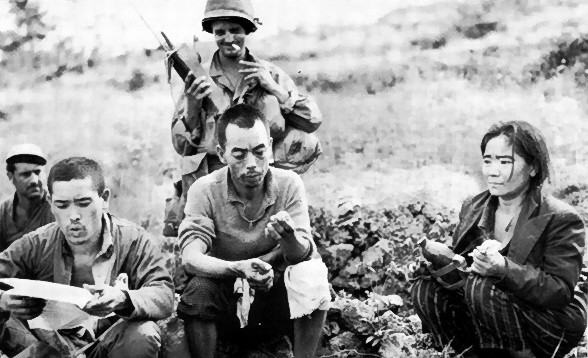
Преодоление сопротивления местных жителей осуществлялось и с помощью пропаганды: пленный окинавец читает листовку.

В ходе многих сражений на тихоокеанском фронте (таких как, например, битва за Иводзиму) местное население не вовлекалось в военные действия, однако на Окинаве имелось большое число местных жителей, и японцы решили привлечь их к обороне острова. В результате, по разным оценкам, в битве погибло от 1/10 до 1/3 всех жителей острова. Количество погибших разными специалистами оценивается от 42 до 150 тыс. человек (по данным из префектуры Окинава — более 100 тыс. человек). Представители армии США говорили о конечной цифре в 142 058 гражданских лиц, включая тех, кто был насильно призван на службу японской армией.
По версии Музея Мира префектуры Окинава, жители острова были зажаты между двумя воюющими сторонами — США и Японией. В 1945 году японская армия проявила полное безразличие к судьбе и безопасности острова и его жителей, а японские солдаты использовали местное население в качестве «живого щита» против атак американцев. Солдаты императорской армии отнимали у жителей острова еду, тем самым вызывая голод среди населения и вынуждая людей покидать убежища. Около 1 тыс. человек были убиты японскими солдатами за то, что говорили на местном диалекте — таким образом власти боролись против шпионажа. В музее говорится, что «некоторые [жители] погибли от разрывов снарядов, некоторые, попав в безвыходную ситуацию, были доведены до самоубийства, одни умерли от голода, другие — от малярии, а третьи стали жертвами отступающих японских войск». Изнасилование местных женщин практиковалось обеими сторонами конфликта. Изнасилования со стороны японских солдат стали особенно частым явлением в июне, когда стало ясно, что японская армия побеждена.
С приближением победы американских войск, частым явлением среди мирных жителей стали массовые самоубийства. Немалую роль в этом сыграла японская пропаганда — солдаты императорской армии убеждали население в том, что в случае победы американцы станут убивать и насиловать жителей острова. «Рюкю Симпо», одна из двух основных газет Окинавы, писала в 2007 году: «Есть множество окинавцев, свидетельствовавших о том, что японская армия подталкивала их к совершению самоубийства. Многие вспоминали о том, как солдаты раздавали им ручные гранаты (для того, чтобы взорвать себя)». Некоторые жители, поверив в то, что американцы — варвары, совершившие жуткие злодеяния, убивали себя и свои семьи, чтобы избежать плена. Часть тех людей прыгала и сбрасывала членов своих семей со скал. На одной из тех скал сейчас находится Музей Мира.
Однако, несмотря на всю пропаганду и уговоры японских военных, большинство мирных жителей не пошло на самоубийство. Сразу после захвата американцами острова, окинавцы «были часто удивлены относительно гуманным отношением к себе со стороны американского врага». Кроме того, Тэруто Цубота, военный переводчик, служащий в американской военной разведке, убедил сотни людей не убивать себя и тем самым спас им жизнь.

## Последствия

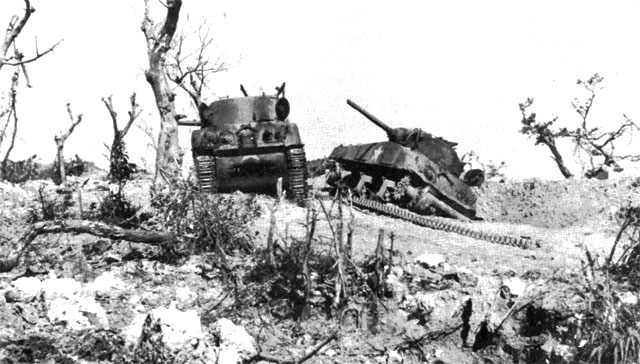
Американские танки «Шерман», подбитые огнём японской артиллерии.

90 % зданий на острове были полностью разрушены, тропический ландшафт с его пышной растительностью «был превращён в огромное поле, состоящее из грязи, свинца и гнилья».
Захват острова с военной точки зрения «превзошёл все ожидания»: с захватом Окинавы флот и армия союзников получили военную базу, американская авиация получила аэродромы в непосредственной близости от основной части Японии. После битвы, в июле 1945 года, в ходе операции «Зебра», прибрежные воды были очищены от мин, а на захваченном острове была учреждена «Гражданская Администрация США на островах Рюкю», по сути — военное правительство, просуществовавшее на острове до 15 мая 1972 года. До сих пор на острове базируется значительное количество американских войск, а база «Кадэна» является самой большой военной базой США в Азии.

## Полемика вокруг приказа о самоубийствах

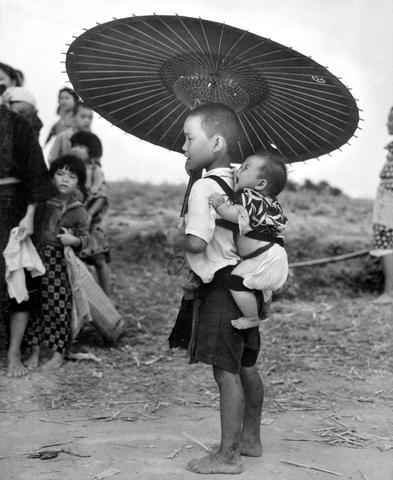
Жители Окинавы. 1945 год

Между правительством современной Японии и региональным правительством Окинавы и по сей день существуют разногласия по вопросу о роли японских войск в распространении массовых самоубийств среди окинавцев в ходе битвы. В марте 2007 года японское Министерство образования, культуры, спорта, науки и технологии посоветовало издателям учебников переписать те места в книгах, где говорилось, что японские войска заставляли окинавцев совершать самоубийства, чтобы не попасть в плен к американцам. В министерстве хотели, чтобы было написано, что мирные жители получили ручные гранаты от солдат императорской армии.
Эта мера вызвала широкий протест со стороны жителей Окинавы. В 2007 году Ассамблея префектуры Окинава приняла резолюцию, говорящую следующее: «Мы призываем [японское] правительство к отречению от этой инструкции и немедленному возвращению [прежнего] описания в учебниках, для того чтобы правда о битве за Окинаву была подана корректно и страшная война не началась вновь».
29 сентября 2007 года состоялся самый большой в истории Окинавы митинг, в котором приняли участие около 110 тыс. человек. Митингующие потребовали от министерства образования отмены данной рекомендации.
Их резолюция гласила: «То что массовые самоубийства не произошли бы без вмешательства японских военных, является неоспоримым фактом и любое уничтожение или пересмотр описаний [тех событий] являются отрицанием и искажением многочисленных свидетельств тех людей, которые выжили в этих инцидентах».
26 декабря 2007 года министерство частично отметило ту роль, которую играли японские войска в массовых самоубийствах мирных жителей. Входящий в состав министерства Совет по разрешению учебных пособий разрешил издателям вернуть в учебники упоминание о том, что мирное население «принуждалось к массовым самоубийствам со стороны японских военных», при условии, что это упоминание будет приведено в соответствующем контексте. В заключении совета также говорилось: «Можно сказать, что с точки зрения жителей Окинавы, их принуждали к массовым самоубийствам». Этого заключения, однако, не было достаточно тем, кто пережил те события. Они сказали, что сегодня детям важно знать то, что на самом деле произошло.
Лауреат Нобелевской премии писатель Кэндзабуро Оэ в 1969 году опубликовал свои «Окинавские записки», в которых утверждал, что приказ о совершении массовых самоубийств был отдан военными во время битвы. Спустя почти 40 лет после выхода этого сборника эссе писателю был предъявлен иск со стороны отрицавших данный факт, в числе которых был и один из командиров, сражавшихся на Окинаве.
Он требовал изъятия книги из печати.
На судебном слушании, состоявшемся 9 ноября 2007 года, Оэ сказал: «Массовые самоубийства насаждались жителям Окинавы под давлением японской иерархической социальной системы, которая пронизывала государство, японские вооружённые силы и местные гарнизоны». 28 марта 2008 года главный суд префектуры Осака признал правоту Оэ, заявив: «Можно сказать, что военные были глубоко замешаны в массовых самоубийствах». Суд признал причастность военных к массовым самоубийствам, опираясь на свидетельства о раздаче солдатами гранат населению и на тот факт, что массовые самоубийства не были отмечены на островах, где не имелось военных гарнизонов.

## Память о битве
В 1975 году на острове Окинава — в городе Итоман — был открыт Мемориальный Музей мира префектуры Окинава (англ. Okinawa Prefectural Peace Memorial Museum). Создатели музея хотели показать битву за Окинаву глазами коренных жителей островов.
Наиболее полный список погибших во время битвы находится на памятнике «Краеугольный камень мира» в Мемориальном музее мира префектуры Окинава, где постарались указать имена всех погибших на Окинаве во время Второй мировой войны. По состоянию на 2023 год на памятнике значится 242 046 имен, включая 149 634 окинавцев, 77 823 солдат Императорской Японии, 14 010 американцев, а также жителей Южной Кореи (381), Великобритании (82), Северной Кореи (82) и Тайваня (34).

### В культуре
Во время битвы разворачивается действие в нескольких кинофильмах:
- По соображениям совести, США, 2016
- Пятый уровень, 1997 (реж. Крис Маркер)
- Битва за Окинаву, Япония, 1971[34]
- Война на Тихом Океане и отряд Химеюри / Битва за Окинаву, Япония, 1962
- 9-я серия мини-сериала «Тихий океан», США, 2010